# Tommy Stjerne
Thomas "Tommy" Stjerne Hansen (Kopenhagen, 20 juli 1957) is een Deense voormalige curlingspeler.

## Biografie
Stjerne debuteerde in het Deense nationale team op het wereldkampioenschap van 1977. In totaal nam hij negen keer deel aan het WK. Eén keer eindigde hij op het podium: in 1990 leidde hij zijn land naar de derde plaats. Op het Europees kampioenschap vertegenwoordigde hij zijn vaderland acht keer, met één zilveren en één bronzen medaille tot gevolg. In 2011 was hij voor het laatst present op het WK, 34 jaar na zijn debuut.
Zijn zoon, Rasmus Stjerne, speelde ook curling op het hoogste niveau.